# Bengalia peuhi
Bengalia peuhi är en tvåvingeart som beskrevs av Villeneuve 1914. Bengalia peuhi ingår i släktet Bengalia och familjen spyflugor. Inga underarter finns listade i Catalogue of Life.